# Хортензия (род)
Хортензията (Hydrangea) е род покритосеменни растения от семейство Хортензиеви (Hydrangeaceae).

## Разпространение
Хортензиите са разпространени в Южна и Източна Азия, предимно в Китай, Япония, Корея, Хималаите, Индонезия и Америка. Най-голямото разнообразие на видовете е в Източна Азия, особено в Китай, Япония и Корея.

## Описание
Повечето екземпляри са храсти с височина от 1 до 3 метра, като някои от тях са малки дървета, а други могат да достигнат и до 30 метра на височина.
Те могат да бъдат широколистни или вечнозелени, но масово отглежданите видове са широколистни.

## Видове
Родът включва над 75 вида цъфтящи растения, някои от които са:
- Hydrangea amagiana
- Hydrangea anomala
- Hydrangea arborescens
- Hydrangea aspera
- Hydrangea asterolasia
- Hydrangea bretschneideri
- Hydrangea chinensis
- Hydrangea chungii
- Hydrangea cinerea
- Hydrangea coenobialis
- Hydrangea davidii
- Hydrangea gracilis
- Hydrangea heteromalla
- Hydrangea hirta
- Hydrangea hypoglauca
- Hydrangea integrifolia
- Hydrangea involucrata
- Hydrangea jelskii
- Hydrangea kwangsiensis
- Hydrangea kwangtungensis
- Hydrangea lingii
- Hydrangea linkweiensis
- Hydrangea longifolia
- Hydrangea longipes
- Hydrangea macrocarpa
- Hydrangea macrophylla
- Hydrangea mangshanensis
- Hydrangea mathewsii
- Hydrangea mizushimarum
- Hydrangea nebulicola
- Hydrangea paniculata
- Hydrangea peruviana
- Hydrangea petiolaris
- Hydrangea preslii
- Hydrangea quercifolia
- Hydrangea radiata
- Hydrangea sargentiana
- Hydrangea scandens
- Hydrangea serrata
- Hydrangea serratifolia
- Hydrangea sikokiana
- Hydrangea steyermarkii
- Hydrangea strigosa
- Hydrangea stylosa
- Hydrangea taiwaniana
- Hydrangea tarapotensis
- Hydrangea tetracarpa
- Hydrangea xanthoneura
- Hydrangea zhewanensis

## Други
На хортензията е наречена улица в квартал „Илиянци“ в София (Карта).

## Галерия
- Hydrangea macrophylla
- Hydrangea heteromalla
- Hydrangea quercifolia
- Hydrangea peruviana
- Hydrangea aspera
- Hydrangea paniculata
- Hydrangea anomala